# Moerarchis
Genre
Synonymes
- Endothetis Meyrick, 1930[1]
- Eucricostoma Diakonoff, 1949[1]
- Exaxa Diakonoff, 1968[1]
- Oxytinea Diakonoff, 1968[1]
- Tanymita Turner, 1923[1]

Moerarchis est un genre d'insectes lépidoptères (papillons) de la famille des Tineidae.

## Liste d'espèces
Selon Catalogue of Life (28 février 2020) :
- Moerarchis anomogramma (Meyrick, 1930)
- Moerarchis australasiella (Donovan, 1805)
- Moerarchis clathrata (Felder & Rogenhofe, 1875)
- Moerarchis galactodelta (Diakonoff, 1968)
- Moerarchis hypomacra (Turner, 1923)
- Moerarchis inconcisella (Walker, 1863)
- Moerarchis lanosa (Diakonoff, 1949)
- Moerarchis lapidea Turner, 1927
- Moerarchis placomorpha Meyrick, 1922
- Moerarchis pyrochroa (Meyrick, 1893)